# Ganson
Ganson ist eine Rotweinsorte, eine Neuzüchtung zwischen den Sorten Grenache x Jurançon Noir. Die Kreuzung erfolgte 1958 durch den französischen Ampelographen Paul Truel in der Domaine de Vassal, einer Außenstelle des Institut national de la recherche agronomique der Universität von Montpellier.
Zum gewerblichen Anbau in Frankreich ist der Klon 0534 zugelassen. Kleinere Versuchsanbauten sind in Kanada bekannt.
Siehe auch die Artikel Weinbau in Frankreich und Weinbau in Kanada sowie die Liste von Rebsorten.
Synonyme: Zuchtstammnummer INRA 1509-73 (Kreuzung Nummer 1509, Pflanze 73 der Serie).
Abstammung: Grenache x Jurançon Noir

## Ampelographische Sortenmerkmale
In der Ampelographie wird der Habitus folgendermaßen beschrieben:
- Die Triebspitze ist offen. Sie ist weißwollig behaart und von hellgrüner Farbe. Die Jungblätter sind spinnwebig behaart und kupferfarben gefleckt (Anthocyanflecken).
- Die Blätter sind fünflappig und deutlich gebuchtet (siehe auch den Artikel Blattform). Die Stielbucht ist lyrenförmig geschlossen. Das Blatt ist stumpf gezahnt. Die Zähne sind im Vergleich zu anderen Rebsorten mittelweit gesetzt.
- Die kegel- bis walzenförmige Traube ist groß (ca. 280 Gramm je Traube) und dichtbeerig. Die rundlichen Beeren sind mittelgroß (im Mittel 2,9 Gramm) und von schwarz-blauer Farbe.

Die Sorte treibt früh aus und ist somit gegen späte Frühjahrsfröste empfindlich. Sie reift ca. 25 Tage nach dem Gutedel und gilt somit bereits als spätreifend. Ganson ist eine Varietät der Edlen Weinrebe (Vitis vinifera). Sie besitzt zwittrige Blüten und ist somit selbstfruchtend. Beim Weinbau wird der ökonomische Nachteil vermieden, keinen Ertrag liefernde, männliche Pflanzen anbauen zu müssen.